# Internationale Cricket-Saison 1991/92
Die internationale Cricket-Saison 1991/92 fand zwischen September 1991 und April 1992 statt. Als Wintersaison wurden vorwiegend Heimspiele der Mannschaften aus Südasien, der Karibik und Ozeanien ausgetragen.

## Überblick

### Internationale Touren
| Beginn            | Heimteam    | Auswärtsteam | Resultate | Resultate | Artikel |
| Beginn            | Heimteam    | Auswärtsteam | Test      | ODI       | Artikel |
| ----------------- | ----------- | ------------ | --------- | --------- | ------- |
| 10. November 1991 | Indien      | Südafrika    |           | 2–1 [3]   | Artikel |
| 20. November 1991 | Pakistan    | West Indies  |           | 0–2 [3]   | Artikel |
| 29. November 1991 | Australien  | Indien       | 0–4 [5]   |           | Artikel |
| 12. Dezember 1991 | Pakistan    | Sri Lanka    | 1–0 [3]   | 4–1 [5]   | Artikel |
| 11. Januar 1992   | Neuseeland  | England      | 0–2 [3]   | 0–3 [3]   | Artikel |
| 18. Januar 1992   | West Indies | Südafrika    | 1–0 [1]   | 3–0 [3]   | Artikel |

### Internationale Turniere
| Beginn           | Turnier                              | Land                         |
| ---------------- | ------------------------------------ | ---------------------------- |
| 17. Oktober 1991 | Wills Trophy 1991/92                 | Vereinigte Arabische Emirate |
| 6. Dezember 1991 | Benson & Hedges World Series 1991/92 | Australien                   |
| 22. Februar 1992 | Cricket World Cup 1992               | Australien, Neuseeland       |

### Internationale Touren (Frauen)
| Beginn           | Heimteam   | Auswärtsteam | Resultate | Artikel |
| Beginn           | Heimteam   | Auswärtsteam | WTest     | Artikel |
| ---------------- | ---------- | ------------ | --------- | ------- |
| 10. Januar 1992  | Neuseeland | England      | 0–1 [3]   | Artikel |
| 19. Februar 1992 | Australien | England      | 1–0 [1]   | Artikel |

### Internationale Turniere (Frauen)
| Beginn          | Turnier                  | Land       |
| --------------- | ------------------------ | ---------- |
| 16. Januar 1992 | Shell Tri-Series 1991/92 | Neuseeland |

## Nationale Meisterschaften
Aufgeführt sind die nationalen Meisterschaften der Full Member des ICC.
| Land                         | First-Class                     | List A                                     |
| ---------------------------- | ------------------------------- | ------------------------------------------ |
| Australien                   | Sheffield Shield 1991/92        | Federated Automobile Insurance Cup 1991/92 |
| Indien                       | Ranji Trophy 1991/92            | Wills Trophy 1991/92                       |
| Duleep Trophy 1991/92        | Deodhar Trophy 1991/92          |                                            |
| Irani Cup 1991/92            |                                 |                                            |
| Neuseeland                   | Shell Trophy 1991/92            | Shell Cup 1991/92                          |
| Pakistan                     | Quaid-e-Azam Trophy 1991/92     | Wills Cup 1991/92                          |
| BCCP Patron’s Trophy 1991/92 | Wills Gold Flake League 1991/92 |                                            |
| Sri Lanka                    | Saravanamuttu Trophy 1991/92    | Premadasa Trophy 1991/92                   |
|                              | Hatna Trophy 1991/92            |                                            |
| Südafrika                    | Castle Cup 1991/92              | Benson and Hedges Series 1991/92           |
| UCB Bowl 1991/92             | Nissan Shield 1991/92           |                                            |
| President’s Cup 1991/92      |                                 |                                            |
| West Indies                  | Red Stripe Cup 1991/92          | Geddes Grant Shield 1991/92                |